# Saturnia luteata
Saturnia luteata är en fjärilsart som beskrevs av Rocci. 1914. Saturnia luteata ingår i släktet Saturnia och familjen påfågelsspinnare. Inga underarter finns listade.